# Jacques Brinkman
Jacques Brinkman (Utrecht, 26 augustus 1966) is een voormalig Nederlands tophockeyer. Op 28 juli 2006 nam Jeroen Delmee het stokje van recordinternational van hem over. Brinkman speelde 337 interlands (84 doelpunten). Zijn erelijst is onovertroffen in het Nederlandse mannenhockey. Hij nam viermaal deel aan de Olympische Spelen en won hierbij in totaal drie medailles.
Brinkman maakte zijn debuut voor Oranje op 1 mei 1987 in de oefeninterland West-Duitsland tegen Nederland (1–2). Met de nationale ploeg werd hij wereldkampioen (1990, 1998), olympisch kampioen (1996, 2000) en Europees kampioen (1987). De Champions Trophy won hij in 1996, 1998, 2000 en de Intercontinental Cup in 1989.
In dat laatste jaar nam Sjek afscheid als international. De middenvelder kwam in de Nederlandse Hoofdklasse uit voor Kampong, Amsterdam en SCHC. Bij die laatste club was hij sinds de zomer van 2003 hoofdtrainer. Sinds het seizoen 2007/08 was hij de hoofdtrainer van Laren. 

## Internationale erelijst
| Jaar | Toernooi               | Plaats                    | Resultaat     |
| ---- | ---------------------- | ------------------------- | ------------- |
| 1987 | Champions Trophy       | Amstelveen, Nederland     | Brons         |
| 1987 | Europees kampioenschap | Moskou, Sovjet-Unie       | Goud          |
| 1988 | Olympische Spelen      | Seoel, Zuid-Korea         | Brons         |
| 1989 | Champions Trophy       | Berlijn, West-Duitsland   | Zilver        |
| 1989 | Intercontinental Cup   | Madison, Verenigde Staten | Goud          |
| 1990 | Wereldkampioenschap    | Lahore, Pakistan          | Goud          |
| 1990 | Champions Trophy       | Melbourne, Australië      | Zilver        |
| 1991 | Europees kampioenschap | Parijs, Frankrijk         | Zilver        |
| 1991 | Champions Trophy       | Berlijn, Duitsland        | Brons         |
| 1992 | Champions Trophy       | Karachi, Pakistan         | vierde plaats |
| 1992 | Olympische Spelen      | Barcelona, Spanje         | vierde plaats |
| 1993 | Champions Trophy       | Kuala Lumpur, Maleisië    | Brons         |
| 1994 | Champions Trophy       | Lahore, Pakistan          | Brons         |
| 1994 | Wereldkampioenschap    | Sydney, Australië         | Zilver        |
| 1995 | Europees kampioenschap | Dublin, Ierland           | Zilver        |
| 1995 | Champions Trophy       | Berlijn, Duitsland        | vierde plaats |
| 1996 | Olympische Spelen      | Atlanta, Verenigde Staten | Goud          |
| 1996 | Champions Trophy       | Chennai, India            | Goud          |
| 1997 | Champions Trophy       | Adelaide, Australië       | vierde plaats |
| 1998 | Wereldkampioenschap    | Utrecht, Nederland        | Goud          |
| 1998 | Champions Trophy       | Lahore, Pakistan          | Goud          |
| 1999 | Champions Trophy       | Brisbane, Australië       | Brons         |
| 1999 | Europees kampioenschap | Padova, Italië            | Zilver        |
| 2000 | Champions Trophy       | Amstelveen, Nederland     | Goud          |
| 2000 | Olympische Spelen      | Sydney, Australië         | Goud          |

## Privé
Brinkman is werkzaam als zelfstandig ondernemer in hockeyartikelen en eigenaar/ brouwmeester van bierbrouwerij De Uddelaer in Staverden. Hij is de vader van hockeyer Thierry Brinkman en voetballer  Tim Brinkman.